# 小行星25410
小行星25410（25410 Abejar）是一颗绕太阳运转的小行星，为主小行星带小行星。该小行星于1999年11月19日发现。

## 轨道参数
小行星25410的轨道半长轴为365 958 297 km，2.4462453 UA，离心率为0.16427。